# Gymnophthalmus leucomystax
Gymnophthalmus leucomystax là một loài thằn lằn trong họ Gymnophthalmidae. Loài này được Vanzolini & Carvalho mô tả khoa học đầu tiên năm 1991.